# Lijst van Belgische adelsverheffingen 1929
Personen die in 1929 in de Belgische adelstand werden verheven of een adellijke titel ontvingen.

## Graaf
- Jonkheer Adolphe de Bethune Hesdigneul (1871-1951), titel van graaf, overdraagbaar bij eerstgeboorte.

## Baron
- Josse Allard, bankier, erfelijke adel en de titel baron, overdraagbaar bij eerstgeboorte.
- Albert de Bassompierre (1873-1956), ambassadeur, erfelijke adel en de titel baron, overdraagbaar bij eerstgeboorte.
- René de Browne (1876-1951), voorzitter van de Antwerpse Hypotheekkas, erfelijke adel en de titel baron, overdraagbaar bij eerstgeboorte.
- Léon Cassel, erfelijke adel en de titel baron, overdraagbaar bij eerstgeboorte.
- Jonkheer François du Four, senator, de titel baron, overdraagbaar bij eerstgeboorte.
- Léon Frédéric (1856-1940), kunstschilder, erfelijke adel en de titel baron, overdraagbaar bij eerstgeboorte.
- Jonkheer Alphonse de Hauleville (1860-1938), de titel baron, overdraagbaar bij eerstgeboorte.
- Jonkheer Francis Houtart (1882-1965), de titel baron, overdraagbaar bij eerstgeboorte.
- Jonkheer Edouard Joly (1860-1950), eerste voorzitter hof van beroep van Brussel, de titel baron, overdraagbaar bij eerstgeboorte.
- Paul de Launoit, erfelijke adel en de titel baron, overdraagbaar bij eerstgeboorte.
- Armand Meyers (1862-1951), procureur-generaal hof van beroep van Luik, erfelijke adel en de titel baron, overdraagbaar bij eerstgeboorte.
- Georges Meyers (1869-1950), senator, burgemeester van Tongeren, erfelijke adel en de titel baron, overdraagbaar bij eerstgeboorte.
- Baron Adrien de Montpellier de Vedrin, volksvertegenwoordiger, uitbreiding van de titel baron op al zijn zonen, die ze bij eerstgeboorte zullen overdragen.
- Jonkheer Henri Orban de Xivry (1857-1930), de titel baron, overdraagbaar bij eerstgeboorte.
- Ridder François de Schaetzen, volksvertegenwoordiger, de titel baron, overdraagbaar bij eerstgeboorte.
- François Silvercruys (1859-1936), erfelijke adel en de titel baron, overdraagbaar bij eerstgeboorte. Hij was de vader van baron Robert Silvercruys (1893-1975), vele jaren Belgisch ambassadeur in Washington en van kunstenares Suzanne Silvercruys (1898-1973).
- Alfred Soupart (1850-1929), erfelijke adel en de titel baron, overdraagbaar bij eerstgeboorte.

## Ridder
- Jonkheer Emile Bosschaert de Bouwel (1892-1937), de titel ridder, overdraagbaar bij eerstgeboorte.
- Jonkheer Robert Feyerick (1892-1940), de titel ridder, overdraagbaar bij eerstgeboorte. Overleden in Brugge aan verwondingen opgelopen tijdens de Achttiendaagse Veldtocht.

## Jonkheer
- Charles Boucher (1883-1950), industrieel, erfelijke adel.
- Emmanuel Bouilliart de Saint Symphorien (1859-1940), erfelijke adel.
- Léon Delebecque (1870-1949), erfelijke adel.
- Oscar van den Eynde de Rivieren, volksvertegenwoordiger, erfelijke adel.
- Ludovic Fraeys de Veubeke (1882-1952), erfelijke adel.
- Paul Fraeys de Veubeke (1876-1943), erfelijke adel.
- Louis de Halleux (1858-1940), voorzitter Hof van Beroep Gent, erfelijke adel.
- Emile de Halleux (1861-1932), erfelijke adel.
- Jean-Marie de Halleux (1868-1931), hoogleraar Gent, erfelijke adel.
- Alphonse de Halleux (1871-1963), voorzitter rechtbank Marche-en-Famenne, erfelijke adel.
- Albert t'Kint (1876-1939), erfelijke adel.
- Omer Lambiotte (1869-1960), erfelijke adel.